# Китоподобни
Китоподобните (Cetacea) са разред средно големи и едри, хищни или планктоноядни, водни плацентни бозайници. По външен вид се отличават силно от всички останали групи бозайници.
Известни са около 90 съвременни вида, разделени в два подразреда. Единият е Зъбати китове (Odontoceti), съставен от около 70 вида, сред които делфини (включително косатки), морски свине, белуги, нарвали, кашалоти и клюномуцунести китове. Другият подразред е Беззъби китове (Mysticeti) – вместо зъби те имат филтриращи водата балени, като подразредът се състои от 15 вида, сред които сините, южните, гренландските, ивичестите и сивите китове.
Древните изчезнали днес предшественици на съвременните китоподобни – Archaeoceti – са живели през 53 до 45 милиона години. Те се обособяват от чифтокопитните, като най-близките им съвременни родственици са хипопотамите. Повечето Archaeoceti водят полуводен начин на живот и еволюират в плитките води, отделящи през тази епоха Индия от Азия, като около 30 вида се адаптират към изцяло морски начин на живот. Беззъбите китове се обособяват от зъбатите преди около 34 милиона години.
Името им произхожда от старогръцки (на гръцки: κῆτος) и означава огромна риба. Някои от китоподобните са известни с изключителната си интелигентност. Те са изключително добре приспособени и пригодени за воден живот.

## Еволюция
Еволюцията им в посока към водата се смята, че е започнала преди около 60 – 70 млн. години. По това време от плацентните бозайници се обособява групата на древните копитни Condylartha, с трите ѝ подгрупи – чифтокопитни, нечифтокопитни и мезонхиди, които били първите едри сухоземни хищници измежду бозайниците. Китовете са наследници на мезонхиди, постепенно преминали към живот във водна среда. Последните изследвания поставят китовете най-близо до свинете.
Първоначално еволюцията им е сходна с тази на съвременната видра, след това с тюлените, по-късно загубили напълно връзка със сушата подобно на сирените и накрая се превърнали в това, което представляват днес. Предните крайници са се превърнали в перки, задните са закърнели и изчезнали, но все още при някои видове могат да се открият рудиментни остатъци от тях. Повечето видове са развили гръбен плавник, подобно на рибите, който им придава по-голяма устойчивост във водата. Опашният плавник за разлика от рибите е хоризонтално разположен, което осигурява по-добра маневреност при плуване нагоре и надолу, което е свързано с нуждата им да дишат въздух.
Съвременните китоподобни се появяват преди около 30 млн. години. Те наследяват групата на древните еоценови китове Archaeoceti, като се специализират в две направления. Баленовите китове загубват зъбите си и развиват филтриращ орган (балена), като от хищници стават планктоноядни. Зъбатите китове развиват сложен орган за подводна ехолокация (сонар), който се намира в предната част на черепа и им позволява да намират и зашеметяват жертвите си в мътни и тъмни води.

## Разпространение
Срещат се във всички морета и океани. Видовете се различават по предпочитаните от тях местообитания. Съществуват полярни и субполярни видове, по-топлолюбиви, обитаващи умерени ширини, и тропически и субтропически видове. Известна част от представителите са космополитно разпространени и се срещат във всички ширини. Обитават повърхностния слой на водата, но някои видове в търсене на храна се гмуркат на дълбочина над километър. В разреда има и речни видове, които обитават делтите, естуарите и речните ръкави на по-големи световни реки.

## Класификация
- Mammalia – Бозайници
  - Eutheria – Плацентни бозайници
    - Cetartiodactyla – Киточифтокопитни
    - Cetacea – Китоподобни
      - Archaeceti † (парафилетичен)— Древни китове
      - подразред Mysticeti (Flower, 1864) – Баленови (беззъби) китове
        - семейство Balaenidae – Гладки китове
        - семейство Balaenopteridae – Ивичести китове
        - семейство Eschrichtiidae – Сиви китове
        - семейство Neobalaenidae

      - подразред Odontoceti (Flower, 1867) – Зъбати китове
        - семейство Delphinidae – Делфинови
        - семейство Monodontidae
        - семейство Phocoenidae – Морски свине
        - семейство Physeteridae – Кашалоти
        - семейство Kogiidae – Кашалоти джуджета
        - надсемейство Platanistoidea – Речни делфини
          - семейство Iniidae – Амазонски речни делфини
          - † семейство Lipotidae – Китайски речни делфини
          - семейство Pontoporiidae – Лаплатски речни делфини
          - семейство Platanistidae – Гангски речни делфини

        - семейство Ziphiidae – Клюномуцунести китове

Представителите на разред Китоподобни днес наброяват 80 вида обединени в 80 рода. Известни са и 127 древни рода, населявали в миналото моретата и океаните.

### Сравнителна характеристика между зъбати и баленови китове
| Характеристика                                      | Odontoceti                                                               | Mysticeti                                                    |
| Хранене                                             | ехолокация, бързо                                                        | чрез филтриране, бавно                                       |
| Размер на тялото                                    | по-малък (с изключение на кашалотите)                                    | по-голям                                                     |
| Дихателни отвори                                    | един                                                                     | два                                                          |
| Наличие на същински зъби                            | да, наличие на зъби                                                      | не, наличие на балени                                        |
| Melon (орган за ехолокация)                         | Яйцевиден, в предната част на лицето                                     | Слабо развит или липсва                                      |
| Череп тъкани в областта на лицето                   | дорзално (горно, гръбно) асиметричен                                     | симетричен                                                   |
| Полов диморфизъм                                    | при някои видове женската е по-едра                                      | при всички видове женските са по-едри                        |
| Долна челюст                                        | Рострално (предно, лицево) хрущялно свързана посредством симфиза         | не е свързана                                                |
| Вдлъбнатовидна кост (долна челюст)                  | да                                                                       | не                                                           |
| Горна челюст                                        | Насочена латерално (навън) като изпъква извън подочните костни израстъци | Под очните орбити с костно изпъкване пред съответната орбита |
| Барабанен мехур (bulla tympanica) и околоочни кости | Слети, средни по размери                                                 | Големи, несвързани с барабанния мехур                        |

## Физическа характеристика
Тялото им вследствие на конвергенцията е подобно на това на рибите и поради тази причина в древността и дори до сравнително неотдавна са били смятани за риби. Опашката им е хоризонтално сплесната с лопатовидна форма, предните крайници са видоизменени в плавници, от задните крайници са останали малки тазови кости, скрити в мускулатурата. Космената покривка е редуцирана.
Водният начин на живот е дал възможност някои китове да достигнат големи размери на тялото, с които превъзхождат всички съвременни животни. Синият кит, достигащ 33 m дължина и тегло около 180 t e и най-голямото животно, съществувало някога. Плуват много добре, някои видове развиват до 50 km/h. Скоростта е обусловена от еластичната и гладка слизеста кожа, с която е покрито тялото, намаляваща съпротивлението му във водата. Повечето видове имат добре развит пласт подкожна мазнина, изпълняващ терморегулационна функция, което им позволява да живеят и в много студени области, заемайки недостъпните за хищните и планктоноядни риби екологични ниши в арктическите морета. Торпедовидната форма на тялото осигурява малко съпротивление на тялото, като допълнителна обтекаемост добива в резултат на изчезването на космената покривка и ушните раковини. Главата е едра, завършва тъпо, заострена е или е изтеглена напред подобно на клюн. Липсва ясно изразена шия. Следва същинската част от тялото, която постепенно преминава в опашка. Предните крайници са видоизменени в широки и здрави плавници, които служат основно за определяне на посоката при плуване. Задните крайници са атрофирали като само при някои от видовете остава рудиментна заложба на таза, която не повлиява формата на тялото в задната му част. Опашната част е латерално сплесната. Тя е много здрава и замускулена. Накрая завършва с хоризонтално сплеснати раздвоени плавници. Основната функция на опашката е локомоторна. При болшинството от видовете на гърба се намира нечифтен плавник, който служи като стабилизатор на тялото при плуването. Опашният и гръбният плавник нямат костна основа.
Липсват кожни жлези с изключение на двете млечни, намиращи се в задната половина на тялото. Под кожата се намира дълбок слой мазнина с дебелина от 2,5 до 30 cm. Подкожната мазнина запазва тялото от преохлаждане и от дехидратация; тя е и енергиен запас на организма по време на гладуване. Благодарение на добрата термоизолация температурата на тялото е постоянна и се движи в рамките на 35 до 40 °C. Цветът на тялото обикновено е еднотонен, тъмен в горната част на тялото и изсветляващ към корема или петнист. При някои видове се наблюдава възрастова промяна на цвета на тялото.
Отворите на ноздрите са изместени отгоре на главата, което прави по-удобно дишането по време на хранене и движение. Окото е с плоска роговица и кръгла леща – приспособление за виждане под вода. Липсва външно ухо, запазен е ушен канал, който завършва сляпо, без да достига средното ухо. Ориентират се във водата предимно чрез зрение и ехолокация, подобно на прилепите. Нервната система е много добре развита и високоорганизирана. Големият мозък има силно развити бразди, използват сложна звукова система за комуникация. Смята се, че китоподобните са едни от най-интелигентните животни.

### Скелет
Скелетът на китоподобните е изграден от кости с пореста структура. Прешлените варират на брой – от 41 до 98, като гръбначния стълб, който изграждат, се подразделя на 4 отдела. Шийната част е силно скъсена и подобно на всички бозайници е изградена от 7 прешлена, които не превишават дължина от 15 cm. От гръдните прешлени излизат 10 – 17 чифта ребра, от които само първите 2 – 8 двойки се свързват с гръдната кост. Следва поясна част, а кръстова част липсва. Поради изчезването на задните крайници костите изграждащи таза са силно рудиментирали и плаващи, без да се свързват с гръбначния стълб. Междупрешленните дискове придават подвижност на гръбначния стълб, особено в опашната му част. Гръдният плавник има сравнително къса раменна кост, къси подраменни кости и множество кости на китката и пръстите, които понякога са сраснали помежду си.
Черепът на китоподобните е устроен за специфичния начин на живот на представителите. Ноздрите са изнесени на темето. Носните кости са умалени, а тези на челюстите са удължени с цел да поемат увеличения брой зъби или балени. Зъбите запазват ембрионалното си състояние, а при баленовите китове атрофират към рогови пластинки. Най-много зъби има видът Дългоклюна стенела (Stenella longirostris) – от 172 до 252 зъба. Най-малко зъби има нарвалът – само 2 на горната челюст, като при мъжките левият зъб се превръща в дълга бивна.

### Храносмилателна система
Езикът е добре развит, липсват месести устни. Липсват слюнчени жлези или са рудиментирали. Китоподобните поглъщат своята храна цяла без да я дъвчат. Стомахът е сложен, многокамерен. Той е способен да се разтяга и да поема до 1,5 тона храна при синия кит. Първият нежлезист отдел от стомаха представлява крайната част на хранопровода. Тук се извършва мацерация и механична обработка на храната. Този отдел липсва при клюномуцунестите китове. Кардиалният отдел е богат на жлезисти клетки, отделящи храносмилателен сок, богат на ензими. Той е нагънат, силно разтегаем, понякога дву- или триделен. Пилорният отдел представлява разширена предна част на дванадесетопръстника. Дължината на стомаха превишава тази на тялото от 4 – 5 пъти (при Гангския речен делфин и Клюномуцунестите делфини) до 15 – 16 пъти (при кашалота) и дори до 32 пъти (при Лаплатския речен делфин).

### Дихателна и кръвоносна система
Ноздрите са две при баленовите и една при зъбатите китове. Намират се на горната част на главата и са снабдени с клапи. Рефлекторно дишането се прекратява, когато са под водата, и започва при излизане на повърхността. Благодарение на особения строеж на глътката въздухоносните пътища са отделени от храносмилателната система, което позволява на китоподобните по-лесно да дишат дори в устата да има вода. Носният канал е свързан със специфични носни торби, които изпълняват функция на звуков орган. Трахеята и бронхите имат съкратителна способност, което улеснява дишането. Белите дробове са едноделни, със силно развита гладка мускулатура, твърди и еластични. При едно вдишване обновяват около 80% от въздуха. Понижената чувствителност на дихателния център към натрупване на въглероден диоксид и високото съдържание на хемоглобин в кръвта и миоглобин в мускулите им позволява продължителен престой под водата. Броят на алвеолите е по-голям, по размери са по-големи от тези при сухоземните бозайници.
Китоподобните са способни да стоят под вода от 2 – 10 до 30 – 40 минути (кашалота до 1,5 час). Тази продължителност се дължи както на значителния капацитет на белия дроб, така и на високото съдържание на миоглобина в мускулите. Кислородният капацитет на кръвта е увеличен благодарение на повишеното ниво на хемоглобина и повишената концентрация на еритроцитите.
Дишането при китоподобните се изразява в дълбоко издишване след продължително стоене под водата, няколко промеждутъчни вдишвания и издишвания и дълбоко вдишване преди потапяне отново. Когато китът изплува на повърхността силната струя въздух се смесва с водата и образува характерен фонтан. При различните видове фонтанът е различен по височина и форма. При по-едрите представители силата на издишания въздух е толкова голяма, че в спокойни води се чува от голямо разстояние.
При потапяне под водата пулсът се забавя повече от два пъти, а кръвоноснабдяването на различните части се променя, така че мозъкът и сърцето винаги да са снабдени с кислород. Най-малко количество кислород се доставя до мускулите.

### Сетивна система
Теглото на главния мозък е най-голямото сред всички бозайници. При кашалота достига до 7,8 kg, но относителната маса спрямо теглото на трупа е сравнително ниска. Така например мозъкът при синия кит е едва 0,007% от общата маса. Гланият мозък е високо диференциран, а сетивните органи са добре развити, макар и не в еднаква степен.
Обонянието е почти загубено. Обонятелният център и нерви отсъстват при зъбатите китове или са развити съвсем слабо при баленовите. Вкусът е развит съвсем слабо. Предполага се, че китоподобните могат да различават степента на соленост на водата и да усещат вкуса на урината и фекалиите на своите роднини. Осезанието е развито много добре. Кожата е богато инервирана. На главата при баленовите китове се намират редки осезателни косми, които действат като вибриси и играят определена роля при търсенето на планктон. За разлика от тях при зъбатите китове липсват вибриси с изключение на речните делфини, които ловуват в мътни води. При зъбатите китове вибрисите се развиват през ембрионалното развитие, но изчезват преди или непосредствено след раждането.
Очите са разположени от двете страни на главата и са сравнително неголеми. При едрите китоподобни окото достига тегло около 1 kg, а у по-малките делфини е с размери като на домашно куче. Клепачите са неразвити. Роговицата и склерата са големи и плътни. Очната ябълка е почти овална, а лещата има закръглена форма. Зрението при повечето е монокулярно, без общо зрително поле. Китоподобните с изключение на делфините по плавило са късогледи. Слъзните жлези са редуцирани, а слъзният канал липсва. Специфичен мастен секрет отделян от Гардерова железа предпазва очите от механични и химични въздействия. Притежават и конюнктивални жлези, които нямат аналог сред останалите бозайници.
Органите на слуха са силно видоизменени. Липсва ушна раковина. Слиховият канал е стеснен и завършва зад окото с малък отвор. Служи за определяне на налягането. Тъпанчето се намира навън при баленовите или навътре при зъбатите китове. Звукът при китоподобните се възприема от костите на черепа и долната челюст. Строежът на вътрешното ухо е доста сложен, с доста увеличен охлюв. Най-добър слух имат зъбатите китове. Баленовите имат слух, подобен на сухоземните бозайници.
Китоподобните издават звуци в честота, която те самите улавят. Звуците се издават от вибрация в звуковите торби при зъбатите китове или от гърлото при баленовите. Звуковите сигнали са многочислени и разнообразни. Съществуват специфични звуци изразяващи глад, безпокойство, страх, чифтосване, болка и други. Някои китове от подразред Odontoceti използват и ехолокация. При тях е устроен специфичен ехолокационен апарат.

## Начин на живот и хранене
Животът си прекарват в плуване. Те са високоорганизирани социални животни. Водят групов начин на живот с изразена йерархична структура. Някои видове, основно баленовите китове, извършват далечни миграции. В резултат на приспособяването им към сезонните условия на хранене и размножаване се наблюдават няколко биологични групи. Първата част от тях извършват ежегодни сезонни миграции между северното или южното полукълбо към тропиците. През зимата плуват към по-топли и спокойни води, за да родят, а през лятото отплуват към по-студени води богати на крил и планктон, за да натрупат хранителни запаси в тялото. Най-дългите миграции се извършват от сивите китове, които годишно изминават до 12 000 km, като зимуват близо до беговете на Калифорния, а през лятото се хранят в Берингово море. Други видове се придвижват на по-кратки или по-дълги разстояния. Тези миграции нямат сезонна изразеност, а са свързани по-скоро с намирането на храна. Третата група от китообразните води предимно уседнал начин на живот. Това са предимно речните представители, които обитават определена акватория.
Хранят се с планктон (баленовите китове), подобно на Китовата акула, или са хищници (зъбатите китове). Храненето при тях е високоспециализирано. Косатката е един от най-големите и опасни хищници, тя се храни предимно с други водни бозайници, но някои популации са рибоядни. Това, което ѝ помага да се справи с конкуренцията на акулите, които заемат сходна хранителна ниша, е по-високият ѝ интелект. Тя ловува организирано, правейки засади, гонки и др., което прави лова по-ефикасен. Също така тя се движи в повечето случаи на групи, което спомага за опазването на малките.
Повечето китоподобни са стадни. Живеят в групи от няколко индивида до стотици и дори хиляди. Някои видове плуват много бързо (косатки, много делфини), други са сравнително бавни.

## Размножаване и развитие
Китоподобните са предимно моногамни. Повечето видове се размножават по един път на две години. Само няколко вида делфини се размножават ежегодно като чифтосването протича скоро след раждането. Мъжките са способни да се чифтосват във всяка част на годината. Бременността при различните видове продължава различно – от 7 до 18 месеца. Мигриращите видове раждат през зимните месеци в топли води, а немигриращите през лятото. Интересна при тях е многоплодността. Обикновено зачеват 2 – 3 ембриона, но се ражда само един. Близнаците са рядкост.
Раждането протича под водата. Плодът излиза с опашката напред. Малкото е добре развито и е сравнително едро. Дължината на тялото му е около 25 – 50% от тази на майката и може да плува самостоятелно. Първото вдишване се извършва рефлекторно, когато новороденото се покаже над водата. В първите дни след раждането малкото плува в непосредствена близост до майката, като по този начин използва хидродинамичното поле, образувано от нея. По този начин то плува сравнително пасивно без да е нужно да полага особени усилия. Женските притежават силно развит майчин инстинкт.
Кърменето протича отново под водата. Млякото се впръсква в устата на малкото благодарение на съкращението на мускули в областта на изводния канал при майката. Китовото мляко е особено хранително. То е гъсто, кремаво на цвят и с масленост от 54%. Характерно за млякото е, че повърхностното налягане е 30 пъти по-голямо от това на водата. Поради тази причина при впръскване млякото не се разтваря веднага във водата. При кърменето малкото расте бързо, като към края на периода на кърмене малкото нараства с 30 до 50% от размера при раждането. Този период продължава от 4 месеца при дребните делфини до 13 при кашалота; отбелязани са случаи и на кърмене продължило 2 години.

### Полов диморфизъм
Половият диморфизъм е изразен основно в разлика на размерите на тялото при мъжките и женските представители. Самките на баленовите китове в основни линии са по-едри от мъжките представители, а при зъбатите китове е точно обратното.

## Допълнителни сведения
Половата зрялост настъпва на 3 – 6 годишна възраст. Физическата зрялост настъпва, когато скелетът окончателно вкостява и всички епифизи на прешлените срастват с тялото на костта. Процесът на вкостяване на прешлена започва от двата му края. Завършва по-бързо в опашния отдел, по-късно завършва в шийния и най-накрая в гръдния. Това свойство на прешлените се използва за определяне на възрастта. Продължителността на живота при китообразните е до 50 години, а при по-малките видове до 30. Учените са установили, че някои видове китове могат да живеят над 200 години, което ги определя като животните с най-дълга продължителност на живота. Освен човека и косатката нямат други естествени врагове. Дори в стомасите на делфините са открити остатъци на тигрова и гренландска акула. Почти 100% от представителите са заразени с екто- и ендопаразити. Най-честите причинители са китови въшки, морски жълъди (Cirripedia) и ракообразни.

### Китолов
В недалечното минало китовете са играли особено практическо значение за човечеството. Практически всички органи на уловените водни млекопитаещи се използват за храна или технически продукти. От подкожната тлъстина се добива китова мас, която се използва както за храна, така и за изготвянето на смазочни масла, глицерин, сапун, гримове, линолеум и други. Спермацетът на кашалота се е използвал за производството на козметични кремове и помади. Костите, вътрешностите и части от мускулатурата се използвали за храна на домашните животни. От съединителната тъкан се добивали желатин и клей. От балените преди откриването на пластмасата се изготвяли пружини за матраци, корсети, гребени. Зъбите на кашалота са използвани за изготвянето на режещи изделия. Месото се консервирало, осолявало или се консумирало прясно. Китовото месо не притежава особени вкусови качества. Това се дължи на високото съдържание на съединителна тъкан в него, която му придава груба консистенция. Притежава и специфичен вкус и мирис на китова мас. Съдържанието му на белтъчини обаче е сравнително голямо – от 20 до 26%, като по този начин от него се добивали белтъчни концентрати и в частност сух белтък. От черния дроб се добивал Витамин A, B1, B2, B3 и фолиева киселина. От жлезите с вътрешна секреция се приготвяли медицински препарати. Ценената в парфюмерийната промишленост амбра се извличала от стомаха на кашалотите. От главния мозък се добивали ценни лечебни препарати, като холестерин и лецитин.
Прекомерно интензивният китолов в последните столетия води до пагубно намаляване на числеността на представителите на разреда. Някои от видовете достигат дори до прага на изчезване. Много от китоподобните са вписани в Световната червена книга. В днешно време комерсиалният китолов е забранен от Международната комисия по китолов. Законите на много от страните също го ограничават. Изключение от това правят страни като Норвегия, Исландия и Япония, където се разрешава улова на определени видове китове. Китоловът е определен и с квота сред някои аборигенни северни народи, в качеството на традиционен за тях обичай.